# انتخابات الرئاسة الليتوانية 2014
انتخابات الرئاسة الليتوانية 2014 هي انتخابات رئاسية جرت في 11 مايو 2014، في ليتوانيا، لانتخاب رئيس ليتوانيا.
فاز بالانتخابات داليا غريباوسكايتي.